# BRT de Campinas
O  BRT de Campinas, é um sistema de transporte rápido por ônibus em operação no município de Campinas, São Paulo. Embora tendo iniciado a operação em 25 de novembro de 2022, o sistema somente tornou-se totalmente operacional em 25 de abril de 2025, quando passou a funcionar a parte BRT do Terminal Ouro Verde.. O BRT de Campinas conta atualmente com uma rede de 36,6 km distribuída por três corredores (Campo Grande, Ouro Verde e Perimetral), 7 terminais BRT, 27 estações BRT e 10 paradas BRS, com embarque convencional à esquerda. Parte das linhas também opera no Corredor Central, conjunto de avenidas que circunda o Centro da cidade, com embarque/desembarque convencional pelo lado direito.
A previsão inicial para o término das obras era para o segundo semestre de 2020; no entanto, após prorrogações e a relicitação do corredor Ouro Verde, o prazo final para encerramento das obras e inicio total do sistema foi definido para o segundo semestre de 2024, totalizando cinco anos de atraso se comparado ao cronograma original; no entanto, tal prazo não foi cumprido o sistema só foi totalmente entregue em abril de 2025, com quase cinco anos de atraso.

## História
A cidade de Campinas, com 1.200.015 de habitantes, outrora dispôs de um sistema de transporte público de massa: entre 1879 e 1968, a cidade possuiu um sistema de transporte por bondes que chegou a ter 14 linhas com 57 km de extensão total, inicialmente com tração animal que depois foi eletrificado. No entanto, a cidade foi se expandindo e as limitações técnicas (via singela) começaram a criar conflitos com o trânsito crescente, entre outras questões, fizeram que a Companhia Campineira de Transportes Coletivos (CCTC), empresa do Grupo Cometa, que operou o sistema de transporte da cidade num regime comparável ao de um monopólio, levaram à extinção do transporte sobre trilhos em 24 de maio de 1968. Em 1974, foi implantada uma linha turística de pouco mais de 3km em torno da Lagoa do Taquaral, em operação até a atualidade.
Em meados da década de 1980 projetou-se um sistema que usaria trólebus em um corredor troncalizado na Avenida das Amoreiras, com um corredor em parte de seu percurso. O corredor foi concluído em 1988 mas o sistema de trólebus não chegou a ser implantado. Em 1990, o então governador de São Paulo e ex-prefeito de Campinas, Orestes Quércia, anunciou a implantação de um sistema de veículo leve sobre trilhos (VLT), conhecido como VLT de Campinas, que funcionou de 1991 a 1995 e deixou de operar após operar seguidamente dando prejuízo e por levar apenas 3 000 passageiros por dia, quando sua capacidade projetada diária era de 120 000 passageiros. Após a desativação do sistema, o leito e as construções foram abandonados e depredados. Após muitos anos de abandono, em 2009 os trilhos e dormentes da linha foram retirados pela América Latina Logística e levados para Maceió, onde foram utilizados no sistema de VLT da cidade.
Em 2010 foi feito um projeto para a criação de um sistema de VLP (Veículo Leve sobre Pneus) no eixo do Ouro Verde e eventual extensão até o Aeroporto de Viracopos, com 19 km de extensão. No entanto, em abril de 2011, este plano foi modificado para o uso do sistema de BRT (Bus Rapid Transit) com a inscrição de Campinas no PAC-II da Mobilidade Urbana - Grandes Cidades (uma das fases do Plano de Aceleração do Crescimento), pleiteando recursos na ordem de 430 milhões de reais. No entanto, após vários atrasos, foi necessária uma captação extra de recursos, dado o tempo decorrido desde a captação inicial dos recursos, a necessidade de construir mais pontes e viadutos e o fato de a estimativa inicial ter sido feita em cima da estimativa de custo e não de projeto. O edital de licitação foi lançado em 2016.
O início da operação efetivo das estações nos corredores se deu de forma gradual: o Corredor Campo Grande, que passou a funcionar em 25 de novembro de 2022, com o início da linha BRT 20, depois veio o Corredor Ouro Verde, que passou a funcionar em 31 de março de 2023, com o início da linha BRT 10; e por fim, o Corredor Perimetral, cujo início de operação se deu em 26 de janeiro de 2024, mesma data da inauguração do Terminal Campos Elíseos.

## Linhas
As linhas que operam no sistema são as seguintes:
| Linha                                            | Percurso                                          | Serviço      | Estações | Funcionamento                                                        | Observações |
| ------------------------------------------------ | ------------------------------------------------- | ------------ | -------- | -------------------------------------------------------------------- | --- |
| BRT 10                                           | BRT Corredor Central ↔ BRT Terminal Ouro Verde    | Parador      | 12       | Segunda a Sexta-feira (horário integral) Sábado (das 04:35 às 14:55) | *Opera no Corredor Central *Atendimento no sábado após às 15:00 e nos domingos e feriados feito pela linha BRT 11. |
| BRT 11                                           | BRT Corredor Central ↔ BRT Terminal Vida Nova     | Parador      | 14       | Diário                                                               | *Opera no Corredor Central |
| BRT 12                                           | BRT Corredor Central ↔ BRT Terminal Santa Lúcia   | Parador      | 12       | Diário                                                               | *Opera no Corredor Central *Originalmente, saía do Terminal Campos Elíseos, sendo depois estendida ao Terminal Santa Lúcia |
| BRT 20                                           | BRT Corredor Central ↔ BRT Terminal Campo Grande  | Parador      | 17       | Diário                                                               | *Opera no Corredor Central |
| BRT 21                                           | BRT Terminal Mercado ↔ BRT Terminal Campo Grande  | Semiexpresso | 8        | Segunda a Sexta-feira (das 04:45 às 08:10 e das 15:30 às 19:35)      | *Não opera no Corredor Central *Circula apenas nos horários de pico, sentido Centro de manhã, sentido bairro à tarde *Parada somente nas seguintes estações: Terminal Mercado -> Rodoviária -> Aurélia -> Londres -> PUCC/Roseira -> Parque das Bandeiras/Ipaussurama -> Terminal Satélite Íris -> Rossin -> Terminal Campo Grande |
| BRT 25                                           | BRT Corredor Central ↔ BRT Terminal Satélite Íris | Parador      | 13       | Diário                                                               | *Opera no Corredor Central |
| BRT 26                                           | BRT Terminal Mercado ↔ BRT Terminal Satélite Íris | Semiexpresso | 6        | Segunda a sexta-feira (das 04:45 às 08:30 e das 16:20 às 19:40)      | *Não opera no Corredor Central *Circula apenas nos horários de pico, sentido Centro de manhã, sentido bairro à tarde *Parada somente nas seguintes estações: Terminal Mercado -> Rodoviária -> Aurélia -> Londres -> PUCC/Roseira -> Parque das Bandeiras/Ipaussurama -> Terminal Satélite Íris                                    |
| Atualizado às 09:30 de 27 de julho de 2025 (BRT) |                                                   |              |          |                                                                      | |

## Percursos e estações
| Corredor              | Bairros | Estações | Funcionamento |
| --------------------- | --- | -------- | ------------- |
| Corredor Ouro Verde   | Centro↔Vila Industrial↔Parque Itália↔São Bernardo↔Parque Industrial↔Cidade Jardim↔Jardim do Lago↔Vila Pompeia↔Jardim Campos Elíseos↔Vila Mimosa↔Vila Rica↔Jardim Novo Campos Elíseos↔Jardim Santa Lúcia↔Jardim Yeda↔Jardim Capivari↔Jardim Morumbi↔Jardim São Francisco↔Chácara Santa Letícia↔Jardim Cristina↔Vila Aeroporto↔Recanto do Sol II↔Parque Dom Pedro II↔Jardim Shangai↔Jardim Mercedes↔Jardim Vista Alegre↔Parque Universitário de Viracopos↔Residencial São José↔Jardim Marajó↔Residencial Campina Verde↔Conjunto Mauro Marcondes↔Loteamento Porto Seguro↔Conjunto Habitacional Vida Nova | 19       | —             |
| Corredor Perimetral   | Vila Teixeira↔Vila Aurocan↔Jardim Miranda↔Vila Anhanguera↔Jardim Dom Nery↔Parque Industrial↔Cidade Jardim↔Vila Pompeia↔Jardim Campos Elíseos↔Vila Rica↔Jardim Novo Campos Elíseos | 5        | —             |
| Corredor Campo Grande | Centro↔Botafogo↔Bonfim↔Vila Industrial↔Vila Teixeira↔Vila Itália↔Vila Nova Teixeira↔Vila IAPI↔Vila São Bento↔Jardim Aurélia↔Jardim Garcia↔Jardim Pauliceia↔Vila Castelo Branco↔Jardim Campos Elíseos↔Jardim Londres↔Jardim Roseira↔Jardim Ibirapuera↔Jardim Ipaussurama↔Cidade Satélite Íris↔Jardim Florence↔Jardim Rossin↔Jardim Nova Esperança↔Jardim Santa Rosa↔Parque Valença I↔Jardim Novo Maracanã↔Jardim Metonópolis↔Jardim Santa Clara↔Conjunto Habitacional Parque Itajaí | 18       | —             |

## Características
Dados da apresentação sobre o sistema em agosto de 2018:

### Justificativas para a adoção do sistema
- Melhor adaptado às características geométricas do sistema viário na cidade;
- Menor custo de implantação, quando comparado a outros modais;
- Capacidade de atender adequadamente às demandas existentes e projetadas;
- Maior flexibilidade para atender diferentes demandas;
- Possibilidade de atender diversos serviços projetados (linhas expressas, semiexpressas, paradoras).

### Capacidade projetada
| Corredor de transporte | Volume Médio Diário (passageiros/dia) | Capacidade (2018) (passageiros/dia) | Capacidade (2020/dia) (passageiros/dia) | Capacidade (2040) (passageiros/dia) | Capacidade prevista (passageiros hora/pico) |
| ---------------------- | ------------------------------------- | ----------------------------------- | --------------------------------------- | ----------------------------------- | ------------------------------------------- |
| Campo Grande           | 25 000                                | 112 462                             | 131 211                                 | 147 110                             | 20 100                                      |
| Ouro Verde             | 20 000                                | 115 517                             | 134 773                                 | 151 108                             | 24 700                                      |

### Dados dos Corredores
|                           | Corredor Campo Grande | Corredor Ouro Verde | Corredor Perimetral |
| ------------------------- | --------------------- | ------------------- | ------------------- |
| Extensão                  | 17,9 km               | 14,6 km             | 4,1 km              |
| Paradas típicas BRT       | 11                    | 6                   | 4                   |
| Paradas típicas BRS       | 3                     | 5                   | —                   |
| Estações de transferência | 4                     | 5                   | —                   |
| Terminais                 | 3                     | 2                   | —                   |
| Novas pontes e viadutos   | 12                    | 4                   | —                   |

## Licitações
Em 2015 foi finalizado o projeto básico.
Assim, a construção do projeto foi dividida da seguinte forma:
| Lote | Corredor(es)                      | Consórcio                                                            | Valor ofertado    | Valor final       |
| ---- | --------------------------------- | -------------------------------------------------------------------- | ----------------- | ----------------- |
| 1    | Perimetral Campo Grande (parte 1) | Consórcio BRT Campinas (DP Barros, Trail, Arvek, Enpavi e Pentágono) | R$ 106 175 400,22 | R$ 88 943 132,64  |
| 2    | Campo Grande (partes 2, 3 e 4)    | Construcap - CCPS Engenharia e Comércio S/A                          | R$ 230 448 363,05 | R$ 191 156 916,62 |
| 3    | Ouro Verde (parte 1)              | Compec Galasso Eng. e Construção Ltda.                               | R$ 85 339 933,66  | R$ 66 548 080,18  |
| 4    | Ouro Verde (partes 2 e 3)         | Consórcio BRT Campinas (Artec e Construtora Metropolitana)           | R$ 127 657 634,26 | R$ 104 806 917,62 |

Em março de 2023 foi publicado o aviso da licitação do lote 4 do corredor Ouro Verde pela prefeitura de Campinas. Em 19 de maio foi concluída a licitação.
| Lote | Corredor                  | Consórcio                              | Valor ofertado   | Valor final      |
| ---- | ------------------------- | -------------------------------------- | ---------------- | ---------------- |
| 4    | Ouro Verde (partes 2 e 3) | Compec Galasso Eng. e Construção Ltda. | R$ 42.408.525,57 | R$ 39.799.296,98 |

## Cronologia

### 2016
| Data        | Acontecimento                                                       |
| ----------- | ------------------------------------------------------------------- |
| 15 de março | Lançamento do edital de licitação para as obras do BRT de Campinas. |

### 2017

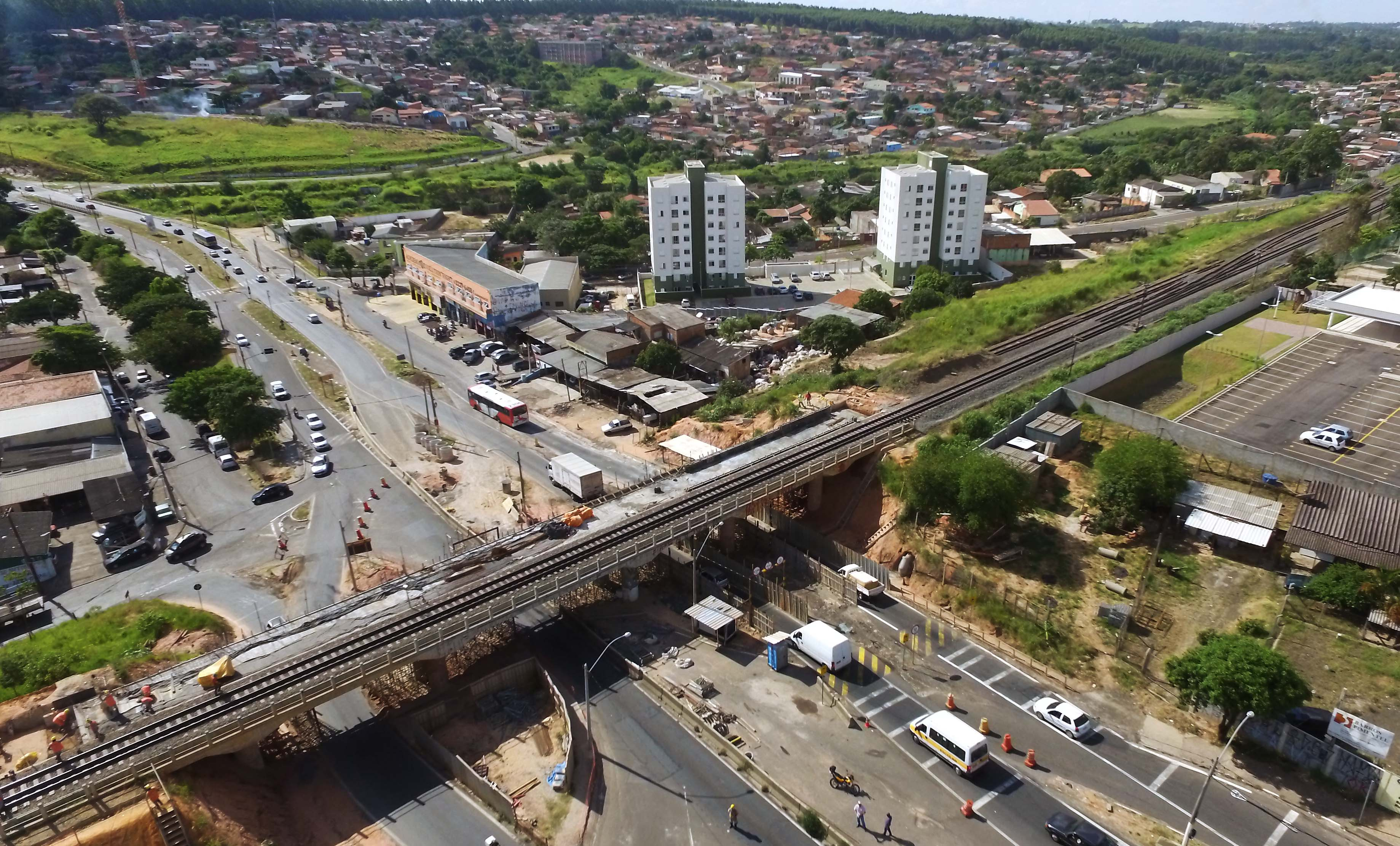
A construção do viaduto sobre a Avenida John Boyd Dunlop foi essencial para o traçado do trajeto do BRT

| Data           | Acontecimento |
| -------------- | --- |
| 24 de maio     | Início da limpeza do antigo trecho do VLT de Campinas e instalação do primeiro canteiro de obras. |
| 29 de agosto   | Término da limpeza da maior parte do antigo percurso do VLT de Campinas, que compõe parte do Corredor Campo Grande e a totalidade do Corredor Perimetral, no trecho até a Rodovia Anhanguera, num total de 5 km dos 7,5 km do trecho. |
| 18 de outubro  | Início das obras do Trecho 1 do Corredor Campo Grande, das proximidades do Terminal Multimodal de Campinas até a Avenida John Boyd Dunlop.                                                                                            |
| 14 de novembro | Início da concretagem do Trecho 1 do Corredor Campo Grande. |

### 2018
| Data           | Acontecimento |
| -------------- | --- |
| 23 de abril    | Início das obras no trecho da Avenida Ruy Rodriguez, entre a Rua Piracicaba e a ponte sobre o Rio Capivari. |
| 11 de setembro | Início das obras no trecho da Avenida John Boyd Dunlop no trecho que vai do viaduto sobre a Rodovia dos Bandeirantes até a Cidade Satélite Íris.                                                                    |
| 5 de novembro  | Obras iniciando-se no Corredor Ouro Verde, no trecho da Avenida Ruy Rodriguez que vai da Avenida Arymana até a Avenida Coacyara, também com bloqueio parcial, para instalação de mais uma estação de transferência. |
| 26 de novembro | Expansão de mais meio quilômetro de obras na Avenida Ruy Rodriguez, da Avenida Coacyara até a Rua Magido Antônio Furtado.                                                                                           |

### 2019

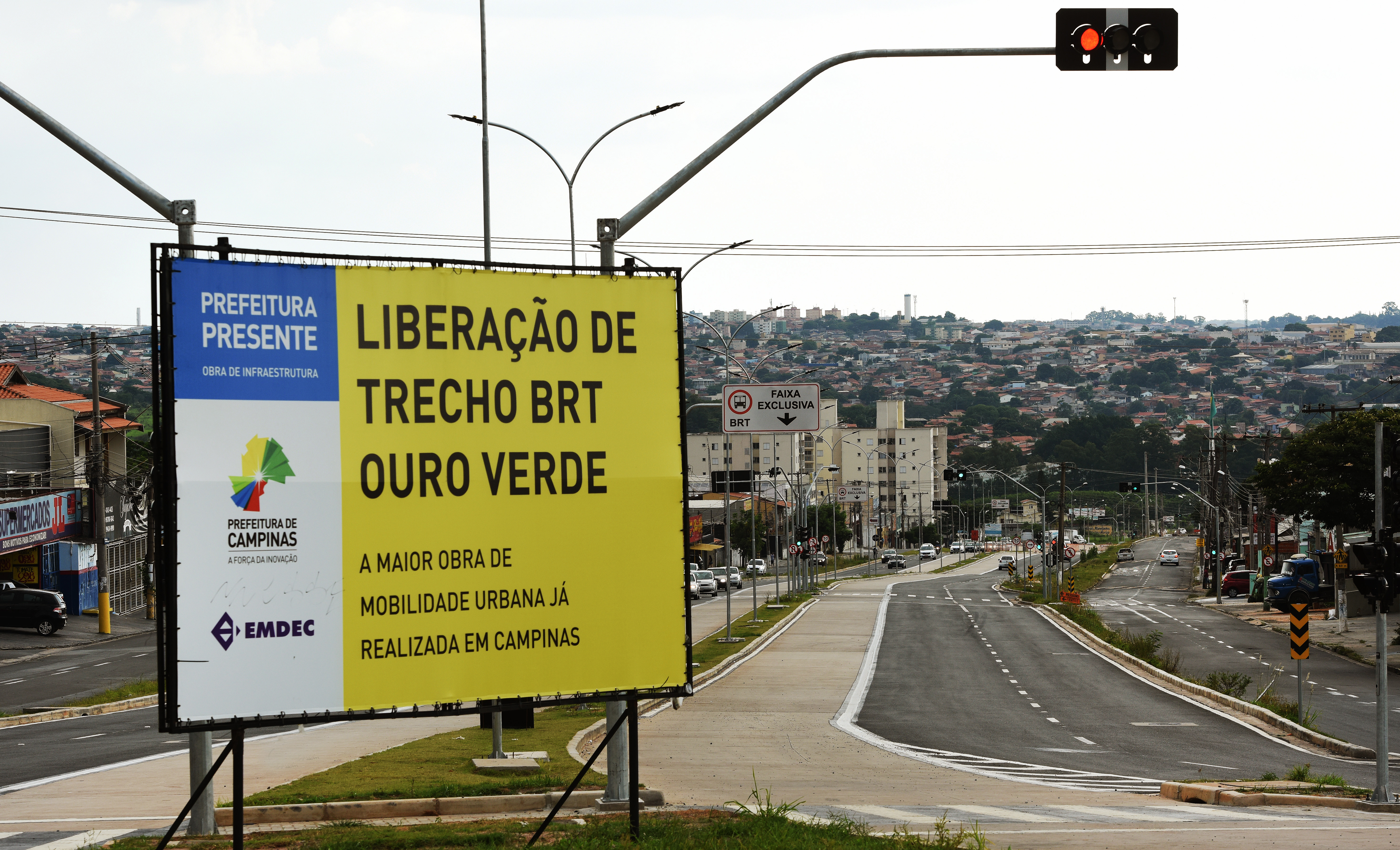
Avenida Ruy Rodrigues - Liberação do Trecho Ouro Verde

| Data            | Acontecimento |
| --------------- | --- |
| 10 de janeiro   | Início das obras na Avenida das Amoreiras, na altura do bairro São Bernardo, do cruzamento com a Avenida Faria Lima até a Rodovia Anhanguera, com demolição do antigo corredor e, posteriormente, sua reconstrução no novo padrão e a implantação de novo pavimento.                                                           |
| 22 de janeiro   | Expansão das obras para mais um trecho da Avenida John Boyd Dunlop, totalizando 1,1 km, indo da região do Campus II da PUC-Campinas até as proximidades da Rodovia Anhanguera. |
| 12 de fevereiro | Expansão das obras do Corredor Campo Grande em direção ao Jardim Aurélia, num trecho de 800 metros da Avenida John Boyd Dunlop que vai da Rodovia Anhanguera até as imediações da interligação com o Corredor Perimetral. O trecho terá uma passagem inferior na pista expressa.                                               |
| 12 de março     | Início das obras em um trecho de 1,3 km no Corredor Campo Grande, ao longo do trecho da Avenida John Boyd Dunlop que vai do Ribeirão Piçarrão (junto ao trecho já em obras no Jardim Florence) até o Jardim Nova Esperança, passando pelo Jardim Rossin, para a construção do corredor e de mais uma estação de transferência. |
| 9 de abril      | Avanço das obras para a Rua Piracicaba, num trecho de aproximadamente 600 metros, entre as avenidas Ruy Rodriguez e Paulo de Camargo Moraes, no Jardim Novo Campos Elíseos, com o bloqueio das faixas da esquerda, junto ao canteiro central, em cada uma das duas pistas do trecho.                                           |
| 29 de maio      | Liberados o acesso a circulação em dois acessos que cruzam um trecho do Corredor Perimetral, com a criação de um binário nas vias paralelas dos bairros Jardim Miranda e Parque Industrial. |
| 31 de maio      | Avanço das obras em mais um trecho do Corredor Ouro Verde, em 400 metros da Rua Piracicaba, no Jardim Novo Campos Elíseos. |
| 4 de junho      | Abertura ao tráfego da marginal da Avenida John Boyd Dunlop, no Corredor Ouro Grande, para que a pista principal possa ser fechada à circulação de veículos para que possa ser construída a passagem inferior e a Estação Aurélia.                                                                                             |
| 28 de junho     | Liberação à circulação de veículos de um trecho de 1,8km das avenidas Ruy Rodriguez e Camucim, no Corredor Ouro Verde, ainda que com falhas no acabamento e sem a finalização dos detalhes. |
| 1 de agosto     | Liberação à circulação de trecho de 4,25km da Avenida John Boyd Dunlop em dois trechos nos bairros Jardim Florence e Cidade Satélite Íris, entre a Rodovia dos Bandeirantes e a linha férrea (Variante Boa Vista-Guedes). |
| 6 de agosto     | Expansão das obras para o trecho da Avenida das Amoreiras que está situado entre as avenidas João Jorge e Faria Lima. |
| 19 de agosto    | Início das obras do corredor Campo Grande na região do Mercado Municipal de Campinas (Mercadão), correspondendo à parte na qual será construído o Terminal Mercado, com um bloqueio de 350 metros na Avenida João Penido Burnier, desde o Mercadão, até a Rua Saldanha Marinho.                                                |
| 22 de agosto    | Interdição de trecho da Avenida John Boyd Dunlop no Corredor Campo Grande, na altura do Jardim Ipaussurama, para a construção do trecho próximo à Estação Roseiras/PUCC, próxima ao Campus II da PUCC. |
| 5 de setembro   | Liberação ao tráfego de trecho de quase 2km de extensão da Avenida das Amoreiras, entre a Rodovia Anhanguera e a futura Estação Campos Elíseos, na interligação dos corredores Ouro Verde e Perimetral. |
| 6 de novembro   | Início das obras na Avenida João Jorge, com o fechamento para reconstrução do corredor de ônibus no padrão BRT, com uma estação exclusiva para o sistema juntamente a estações para os veículos convencionais. |

### 2020

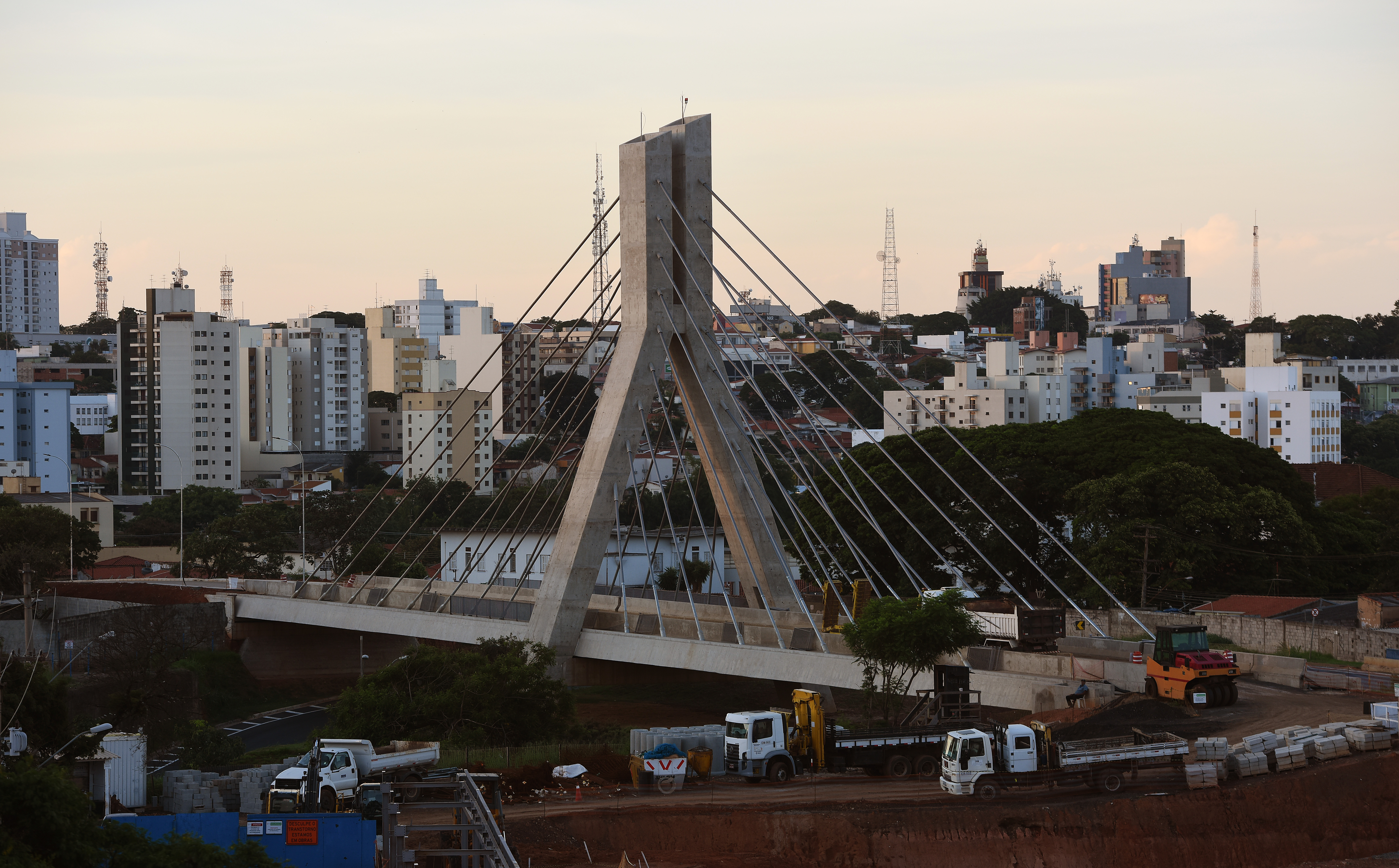
Viaduto Prefeito Francisco Amaral - Primeira Ponte Estaiada de Campinas

| Data            | Acontecimento |
| --------------- | --- |
| 5 de fevereiro  | Liberação ao tráfego de um trecho de 1,5 km de extensão na Avenida das Amoreiras, no Corredor Ouro Verde, entre o Córrego do Piçarrão e a Rodovia Anhanguera. |
| 18 de fevereiro | *Apresentação da Estação Florence, paradigma para as demais paradas, estações e terminais do sistema BRT. |
| 14 de abril     | *Interdição de rotatória no Jardim Londres e no trecho entre a Rua Domício Pacheco e Silva e Avenida Transamazônica. *Liberação ao tráfego após a conclusão das obras no trecho da Avenida João Jorge. |
| 21 de abril     | *Início das obras no Corredor Ouro Verde, trecho das ruas Cosmópolis, Santa Bárbara d'Oeste e parte da Rua Piracicaba. |
| 10 de junho     | *As obras, originalmente previstas para serem entregues em junho de 2020, tiveram a entrega adiada para dezembro desse ano como expectativa, mas sem prazo estabelecido. |
| 11 de junho     | *Interdição de trecho da Avenida John Boyd Dunlop para a implantação do novo Terminal BRT Campo Grande. |
| 3 de julho      | *Aumento das intervenções na Avenida João Penido Burnier, próximo ao Terminal Mercado, na extremidade central do Corredor Campo Grande. |
| 15 de julho     | *Liberação de trecho de 1,5 km na Avenida John Boyd Dunlop, entre a Avenida Transamazônica, no Jardim Garcia e o Hospital da PUC-Campinas, no Corredor Campo Grande, totalizando 13 km de corredores já liberados ao tráfego em geral. |
| 30 de julho     | *Inauguração do Terminal Satélite Íris, no Corredor Campo Grande. Em função de o sistema BRT ainda não estar operando, a ativação foi parcial, somente para as linhas do sistema convencional que atendem a região. |
| 25 de agosto    | *Interdição para remodelação do cruzamento entre as avenidas das Amoreiras e Faria Lima, no Corredor Ouro Verde, junto ao Hospital Municipal Mário Gatti. |
| 27 de agosto    | Liberação do trecho de 1,8km, no Corredor Ouro Verde ao longo das ruas Piracicaba e Cosmópolis. |
| 30 de setembro  | Liberação ao tráfego do trecho nas imediações da Estação Aurélia, na Avenida John Boyd Dunlop (Corredor Campo Grande), inclusive dos viadutos ali construídos. Com essa liberação, 16km dos 36km do sistema já foram liberados ao tráfego, o que totaliza 44% do sistema. |
| 16 de outubro   | Entrega oficial com liberação ao tráfego de um trecho de 5km do Corredor Ouro Verde, compreendendo o trecho que abrange as avenidas João Jorge e Amoreiras, das proximidades do Terminal Central até o futuro Terminal Campos Elíseos. |
| 6 de novembro   | Liberação do trecho do Corredor Campo Grande na altura do Hospital PUC-Campinas, entre a Avenida Brasília até pouco antes do Shopping Parque das Bandeiras, no qual houve a criação de um viaduto e a construção das marginais, além da Estação Roseiras/PUCC. |
| 13 de novembro  | *Inauguração do Terminal Santa Lúcia, com funcionamento parcial para as linhas convencionais que atendem a região. *Liberação de um trecho de aproximadamente 1km na Avenida Camucim, no Corredor Ouro Verde. *Entrega do complexo da Estação Rodoviária, com três viadutos, ativação de faixas exclusivas e inversão de sentido de circulação em vias da Região Central, nas ruas Marquês de Três Rios e Saldanha Marinho.                                                          |
| 23 de novembro  | Liberação do trecho do Corredor Campo Grande entre a Estação Rodoviária até a ligação com a Avenida John Boyd Dunlop, num total de 3,5km, assim como o início do funcionamento do viaduto estaiado. |
| 27 de novembro  | *Liberação do trecho do Corredor Campo Grande entre o viaduto férreo e o futuro Terminal Campo Grande, num trecho de 2,5km, no qual também estão as estações Rossin e Nova Esperança. *Liberação de trecho do Corredor Ouro Verde, num total de 2km, ao longo da Avenida Ruy Rodrigues, no trecho próximo ao Rio Capivari, onde foi também inaugurada nova ponte. Com essa liberação, aproximadamente 80% do Corredor Ouro Verde já foi concluído, com 11,6 km num total de 14,6 km. |
| 09 de dezembro  | *Início da operação do Terminal Campo Grande, o mais importante terminal desse corredor, com cinco plataformas, duas delas dedicadas ao sistema BRT. |

### 2021
| Data            | Acontecimento |
| --------------- | --- |
| 15 de fevereiro | *Interdição de trecho da Avenida Presidente Juscelino, sobre o Corredor Perimetral. *Início das obras na alça de acesso da Avenida John Boyd Dunlop à Rua José Rosolém, no Corredor Campo Grande.                             |
| 3 de março      | *Liberação do trecho da Avenida John Boyd Dunlop, no Corredor Campo Grande, que passa sob a Rodovia Anhanguera, em obras desde dezembro de 2020.                                                                              |
| 22 de julho     | *Prorrogação das obras do BRT por mais 12 meses, para finalização de obras no Corredor Campo Grande, dentre elas dois viadutos: um deles sobre a Rodovia dos Bandeirantes e outro no cruzamento com a Avenida Transamazônica. |

### 2022
| Data           | Acontecimento |
| -------------- | --- |
| 25 de novembro | *Começa a operação piloto de uma linha semi-expressa no Corredor Campo Grande, numerada como BRT20. A nova linha liga o Terminal Campo Grande com o Terminal Mercado, fazendo parada no Terminal Satélite Íris, Estação Londres e Estação Rodoviária. |

### 2023
| Data          | Acontecimento |
| ------------- | --- |
| 03 de janeiro | *Começam as obras do viaduto da Avenida Transamazônica, com previsão de término para agosto de 2023. |
| 31 de março   | *Entra em operação a segunda linha do sistema, denominada BRT10. A nova linha liga o Terminal Ouro Verde ao Terminal Central, fazendo paradas no Terminal Santa Lúcia e nas Estações Vila Rica, Anhanguera, Parque Industrial, São Bernardo, Mário Gatti e João Jorge. |
| 19 de maio    | *Finalização da licitação para conclusão dos 11% do Corredor Ouro Verde após o abandono e falência do Consórcio BRT Campinas. |
| 10 de julho   | *Retomada das obras no Corredor BRT Ouro Verde, na avenida Ruy Rodrigues. Prazo para finalização é de 12 meses, com previsão para para o segundo semestre de 2024 |
| 20 de outubro | *No Corredor Campo Grande, ocorre a ativação de três novas linhas troncais: BRT21 (Semi-Expressa do Terminal Campo Grande), BRT25 (Paradora do Terminal Satélite Íris) e BRT26 (Semi-Expressa do Terminal Satélite Íris)                                               |

### 2024
| Data           | Acontecimento |
| -------------- | --- |
| 26 de janeiro  | *São ativadas, no Corredor Ouro Verde, duas novas linhas troncais (BRT11/Terminal Vida Nova e BRT12/Terminal Campos Elíseos) e sete linhas alimentadoras, as quais fazem a ligação do Terminal Campos Elíseos com os bairros adjacentes                                                                                          |
| 4 de julho     | Inaugurado oficialmente o segundo viaduto da Avenida John Boyd Dunlop (sentido Centro-Bairro) sobre a Rodovia dos Bandeirantes, parte do Corredor Campo Grande, muito embora o trecho já estivesse em operação desde 7 de maio.                                                                                                  |
| 5 de julho     | *Foi anunciado que a Corredor Central, bem como o Terminal Central, receberão mudanças estruturais para funcionarem conforme o padrão BRT, com pavimentação em concreto e estações com pagamento desembarcado e embarque em nível, nas Avenidas Moraes Salles, Anchieta e Orozimbo Maia e na Rua Dona Libânia.                   |
| 12 de agosto   | *Início oficial de operação das estações Piracicaba e Morumbi, no corredor Ouro Verde. |
| 29 de novembro | *Início da operação da parte destinada ao BRT no Terminal Santa Lúcia *A linha BRT12, que desde o início das operações circulava nos corredores Central, Campo Grande (entre o Terminal Mercado e a Estação Vila Teixeira) e Perimetral até o Terminal Campos Elíseos, tem o funcionamento estendido até o Terminal Santa Lúcia. |

### 2025
| Data            | Acontecimento |
| --------------- | --- |
| 07 de fevereiro | *Foi inaugurada a estação Parque das Bandeiras/Ipaussurama, referência ao shopping e ao bairro, respectivamente, que se situam na frente da estação. Com essa ativação, o Corredor Campo Grande passa a ter todas as estações e terminais em funcionamento.                                               |
| 28 de março     | *Inauguração da parte BRT do Terminal Vida Nova, no Corredor Ouro Verde, com dois módulos: um para embarque e outro para desembarque da linha BRT11, que passará a operar no local. |
| 25 de abril     | *Início da operação da parte BRT do Terminal Ouro Verde, ligada à parte convencional do Terminal e ao Hospital Ouro Verde por uma passarela. Com esta inauguração, o sistema de BRT de Campinas encontra-se 100% operacional, com todas as estações e terminais originalmente previstos em funcionamento. |

## Acidentes, controvérsias e incidentes
- Janeiro de 2019: 11 famílias do Jardim Londres, totalizando aproximadamente 50 pessoas, começaram a se mobilizar para entrar na Justiça contra a desapropriação de seus imóveis para a implantação do BRT, considerando que os valores pagos na desapropriação não serão justos e propondo que o projeto seja modificado.[84]
- Março de 2019: a prefeitura de Campinas prevê a judicialização de parte das obras do BRT no que se refere às desapropriações, em aproximadamente 20% dos 80 mil metros quadrados previstos para desapropriações.[85] Em julho desse ano, temendo atrasos e maiores problemas, houve a desistência na realização de desapropriações no trecho central, com a readequação do projeto antes que as obras se estendam à região.[86]
- 24 de março de 2020: um motorista que prestava serviços nas obras do Corredor Campo Grande faleceu ao ser atingido pela caçamba do veículo basculantes por ele operado.[87]
- 8 de setembro de 2020: um motoboy que circulava pela Rua Piracicaba, no Corredor Ouro Verde, faleceu após cair ao ter colidido com uma tela de proteção das obras do sistema de transportes.[88]
- 21 de janeiro de 2024: Um homem morreu após capotar, bater na obra do Terminal Vida Nova (Corredor Ouro Verde) e ser arremessado do veículo no qual estava após desobedecer à ordem de parada da Guarda Municipal e fugir por vários quilômetros.[89]